# Авіаносці типу «Маджестік»
Авіаносці типу «Маджестік» (англ. Majestic class) — серія британських легких авіаносців часів Другої світової війни.

## Історія створення
Авіаносці типу «Маджестік» були продовженням авіаносців типу «Колоссус». Вони були замовлені у 1943 році, але не завершені до закінчення Другої світової війни, і їх будівництво заморозили.
Згодом авіаносцями зацікавились країни Британської співдружності, які хотіли мати власні авіаносці, але не могли витрачати на це значні суми.
Першим кораблем, який був введений у стрій, був «Магніфішент», переданий Канаді. «Терібл» був переданий Австралії, де його перейменували на «Сідней».
Згодом були добудовані ще 3 кораблі. «Геркулес» був проданий Індії і перейменований у «Вікраант». «Маджестік» був проданий Австралії (де отримав назву «Мельбурн»), «Паверфул» проданий Канаді, де отримав назву «Бонавентюр».
Шостий корабель «Левіафан» добудований не був. Він використовувався як джерело запчастин (наприклад, парові котли були встановлені на авіаносці «Карел Доорман»), а згодом зданий на злам.
Таким чином, жоден з кораблів типу «Маджестік» не увійшов до складу ВМС Великої Британії.

## Конструкція
Конструкція авіаносців типу «Маджестік» була аналогічна до авіаносців типу «Колоссус». На них була зменшена кількість авіапалива, що дало змогу підсилити конструкцію палуби та приймати важчі літаки. Авіаносці мали одноярусний ангар висотою 5,33 м та катапульту BH-III. Літакопідйомники мали більші розміри (16,5 x 10,4 м). Щоб мати змогу проходити Панамський канал, спонсони, в яких було розміщене зенітне озброєння і які виступали за габарити корабля, зробили знімними.
Бронювання та повноцінного протиторпедного захисту не було. Зенітне озброєння складалось з 19 40-мм автоматів «Бофорс».
Загалом авіаносці типу «Маджестік» були спрощеним проєктом авіаносця, призначеним для екстреної побудови під час війни, потреба в яких після завершення бойових дій відпала.

## Представники
| Назва                                                | Номер      | Будівництво        | Закладений             | Спущений на воду       | Вступив у стрій       | Доля |
| ---------------------------------------------------- | ---------- | ------------------ | ---------------------- | ---------------------- | --------------------- | --- |
| Маджестік / Мельбурн HMS Majestic HMAS Melbourne     | R77 R21    | Vickers-Armstrongs | 15 квітня 1943 року    | 28 лютого 1945 року    | 8 листопада 1955 року | у 1949 році переданий Австралії, у 1985 році пущений на злам                                                    |
| Геркулес / Вікрант HMS Hercules विक्रान्त                | R49 R11    | Vickers-Armstrongs | 14 жовтня 1943 року    | 22 вересня 1945 року   | 4 березня 1961 року   | у 1957 році проданий Індії, у 1997 році виключений зі складу флоту, корабель-музей У 2014 році проданий на злам |
| Левіафан HMS Leviathan                               | R97        | Swan Hunter        | 18 жовтня 1943 року    | 7 червня 1945 року     | не добудований        | у 1968 році проданий на злам                                                                                    |
| Магніфішент HMCS Magnificent                         | R36 CVL-21 | Harland & Wolf     | 29 липня 1943 року     | 16 листопада 1944 року | 21 травня 1948 року   | у 1946 році переданий Канаді, у 1965 році виключений зі складу флоту і проданий на злам                         |
| Паверфул / Бонавентюр HMS Powerful HHMCS Bonaventure | R95 CVL-22 | Harland & Wolf     | 27 листопада 1943 року | 27 лютого 1945 року    | 17 січня 1957 року    | у 1952 році проданий Канаді, у 1971 році виключений зі складу флоту і проданий на злам                          |
| Терібл / Сідней HMS Terrible HMAS Sydney             | R93 R17    | Девонпорт          | 19 квітня 1943 року    | 30 вересня 1944 року   | 5 лютого 1949 року    | у 1948 році проданий Австралії, у 1976 році виключений зі складу флоту і проданий на злам                       |